# Onome Ebi
Onome Ebi (Africa, 8 maggio 1983) è una calciatrice nigeriana, difensore dell'Henan Huishang e della nazionale nigeriana.

## Carriera

### Club
Ha giocato per Bayelsa Queens Football Club nella Nigerian Women Football League prima di andare al Piteå Idrottsförening e Djurgårdens Idrottsförening Fotboll Dam. Successivamente va a giocare nelle squadre turche Lüleburgaz 39 Spor e Ataşehir Belediyesi Spor Kulübü. Ha debuttato nella UEFA Women's Champions League nell'agosto 2012.
Nel 2013 torna in Svezia per giocare nel Sunnanå Sportklubb prima di trasferirsi in Bielorussia nel Futbol'ny Klub Minsk.

### Nazionale
Onome Ebi ha giocato per la propria nazionale in diverse edizioni del Campionato mondiale femminile di calcio, nello specifico nelle edizioni 2003, 2007, 2011, 2015. In tutte le edizioni però la sua squadra viene eliminata nella fase a gironi.
Ai Giochi olimpici ha partecipato nell'edizione del 2008. In questa competizione viene eliminata nella fase a gironi.
Onome Ebi ha partecipato alla sua prima Coppa delle Nazioni Africane femminile nell'edizione Campionato africano femminile di calcio 2008 dove giunge il terzo posto grazie alla vittoria nella finalina per 5 a 4 arrivata dopo i calci di rigore (nei tempi regolamentari la partita era finita 1 a 1). Successivamente nell'edizione 2010 vince il titolo grazie alla vittoria in finale per 4-2 contro la Nazionale di calcio femminile della Guinea Equatoriale. Il Campionato africano femminile di calcio 2012 si rileva invece amaro per la Nazionale che giunge solo al quarto posto. Si riaggiudica il titolo nell'edizione 2014 grazie alla vittoria in finale contro il Camerun per 2 a 0.

## Palmarès

### Club
- Campionato bielorusso: 1

2014
- Coppe di Bielorussia: 1

2014
- Supercoppa bielorussa: 2

2014, 2015

### Nazionale
- Campionato africano femminile di calcio: 3

2010, 2014, 2016